# Jean-Baptiste Luton Durival
Jean-Baptiste Luton Durival (* 4. Juli 1725 in Saint-Aubin-sur-Aire; † 14. Februar 1810 in Heillecourt) war ein französischer Historiker, Politiker und Enzyklopädist.

## Leben und Wirken
Sein Vater war der Officier de la garde robe de Son Altesse royale (S.A.R.) Jacques Durival. Dieser war seit dem 29. Oktober 1712 mit Anne Humblot in Commercy verheiratet, der Mutter der Kinder. Insgesamt bestand die Familie aus drei Söhnen einen älteren Sohn Nicolas Luton Durival, dann Jean-Baptiste Luton und Claude Durival (1728–1805) sowie zwei Töchtern Catherine und Marie Anne Durival.
Während Jean-Baptiste Luton Durival Staatssekretär des Rates und der Finanzen, secrétaire des conseils d’État et des finances unter Stanislaus I. Leszczyński wurde, übernahm der jüngere Bruder das Amt eines ersten Sekretärs für auswärtige Angelegenheiten, premier secrétaire des affaires étrangères unter dem Duc de Étienne-François de Choiseul.
Im Jahre 1777 wurde er aus offiziellen Gründen nach Holland beordert. Er war mit Louise Élisabeth Dufrène (1738–1819) verheiratet.
Er schrieb für die Encyclopédie einen Artikel über die Kriegskunst Art militaire. Darüber hinaus war er Mitglied der Académie de Stanislas.

## Werke (Auswahl)
- Essai sur l’Infanterie française. (1760)
- Détails militaires. (1758)
- Le Point d’honneur
- Histoire du règne de Philippe, traduite avec Mirabeau de l’anglais de Watson. Amsterdam, (1777)
- Description de la Lorraine et du Barrois.
- Recueil des observations météorologiques.